# Lochwinnoch
Lochwinnoch, schottisch-gälisch: Loch Uinneach, ist eine Stadt im Südwesten der schottischen Council Area Renfrewshire. Sie liegt am Nordwestufer von Castle Semple Loch 16 km südwestlich von Paisley. Die nächstgelegene Ortschaft ist das vier Kilometer entfernte Howwood. Mit der Lochwinnoch Parish Church befindet sich ein Denkmal der höchsten schottischen Denkmalkategorie A in Lochwinnoch.

## Geschichte
Die Herkunft der Ortsbezeichnung ist nicht eindeutig geklärt, da es auch in der Vergangenheit wahrscheinlich keinen See namens Loch Winnoch gab. Angeblich existierten in der Vergangenheit beinahe vierzig verschiedene Schreibweisen des Ortsnamens. Eine Erklärung ist, dass er sich von dem Heiligen Winnok ableitet. Mit der Industrialisierung siedelten sich textil- und lederverarbeitende Betriebe in Lochwinnoch an. Später kamen Möbelproduzenten hinzu. Heute gibt es in der Ortschaft nur noch wenige Industriebetriebe.
Die Abwanderung von Industriebetrieben schlägt sich in den Einwohnerzahlen nieder. So lebten im Jahre 1841 noch 4716 Personen in Lochwinnoch. Im Laufe des 19. Jahrhunderts sank die Zahl kontinuierlich auf schließlich 3369 im Jahre 1881 ab. Zwischen 1951 und 2001 ist ein Bevölkerungszuwachs von 2260 auf 2880 Einwohner zu verzeichnen.

## Verkehr
Lochwinnoch ist über die A760 an das Fernstraßennetz angebunden, die direkt südlich in die A737 einmündet. Bereits Mitte des 19. Jahrhunderts schloss die Glasgow and South Western Railway Lochwinnoch mit einem eigenen Bahnhof an der Glasgow, Paisley, Kilmarnock and Ayr Railway an das Schienennetz an. Heute wird dieser von der Ayrshire Coast Line der First ScotRail bedient. Der internationale Flughafen von Glasgow liegt zwölf Kilometer nordöstlich. Bis 1966 war der südlich von Renfrew gelegene Renfrew Airport in Betrieb.